# Maria Sakkari
Maria Sakkari (Grieks: Μαρία Σάκκαρη) (Athene, 25 juli 1995) is een tennisspeelster uit Griekenland. Zij begon op zesjarige leeftijd met tennis. Haar favoriete ondergrond is hardcourt. Zij speelt rechtshandig en heeft een tweehandige backhand. Haar moeder Angelikí Kanellopoúlou speelde ook tennis op internationaal niveau. Sakkari is actief in het internationale tennis sinds 2010.

## Loopbaan

### Enkelspel
Sakkari debuteerde in 2010 op het ITF-toernooi van Mytilini (Griekenland). Zij stond in 2011 voor het eerst in een finale, op het ITF-toernooi van Athene (Griekenland) – zij verloor van de Israëlische Deniz Khazaniuk. In 2014 veroverde Sakkari haar eerste titel, op het ITF-toernooi van Iraklion (Griekenland), door landgenote Despina Papamichail te verslaan. In totaal won zij zeven ITF-titels, de laatste in 2015 in Maribor (Slovenië).
In 2015 debuteerde Sakkari op een grandslamtoernooi door op het US Open te spelen. Later dat jaar speelde zij voor het eerst op een WTA-hoofdtoernooi, op het toernooi van Taipei. Zij bereikte er de tweede ronde. Haar eerste goede resultaat op de WTA-toernooien is het bereiken van de halve finale op het Premier Five-toernooi van Wuhan in 2017, waarin zij onder meer Caroline Wozniacki (WTA-6) versloeg. Zij stond in 2018 voor het eerst in een WTA-finale, op het toernooi van San José – zij verloor van de Roemeense Mihaela Buzărnescu. In 2019 veroverde Sakkari haar eerste WTA-titel, op het toernooi van Rabat, door de Britse Johanna Konta te verslaan.
Haar beste resultaat op de grandslamtoernooien is het bereiken van de halve finale, eenmaal op Roland Garros 2021 en andermaal op het US Open 2021. Zo steeg zij naar de 13e plaats op de WTA-ranglijst, die zij bereikte in september 2021. Twee weken later kwam zij binnen op de top tien van de wereldranglijst, na het bereiken van de finale van het WTA-toernooi van Ostrava. Haar hoogste notering op de wereldranglijst is de 3e plaats, die zij bereikte in maart 2022.
Gedurende een periode van twee jaar (september 2021 tot september 2023) verloor Sakkari alle zes finales die zij bereikte. Op het WTA-toernooi van Guadalajara 2023 won zij voor het eerst een titel sinds meer dan vier jaar, na de finale van dit toernooi een jaar eerder nog te hebben verloren. Het was haar eerste zege op het hoogste WTA-niveau, WTA 1000. Sakkari kwalificeerde zich aan het eind van het jaar voor de WTA Finals 2023 gespeeld in Cancún, Mexico. Zij werd laatste in haar groep na drie nederlagen in de groepswedstrijden tegen achtereenvolgens Aryna Sabalenka, Jelena Rybakina en Jessica Pegula. Zij sloot het jaar 2023 af op de 9e plaats.

### Dubbelspel
Sakkari is in het dubbelspel minder actief dan in het enkelspel. Zij debuteerde in 2010 op het ITF-toernooi van Casablanca (Marokko), samen met de Russin Anastasija Matjoechina. Zij stond in 2013 voor het eerst in een finale, op het ITF-toernooi van Athene (Griekenland), samen met de Taiwanese Lee Pei-chi – zij verloren van het Israëlische duo Keren Shlomo en Saray Sterenbach. In 2014 veroverde Sakkari haar eerste titel, op het ITF-toernooi van Båstad (Zweden), samen met de Duitse Kim Grajdek, door het duo Dea Herdželaš en Conny Perrin te verslaan. In totaal won zij vijf ITF-titels, de laatste in 2015 in Dubai (VAE).
In 2016 speelde Sakkari voor het eerst op een WTA-hoofdtoernooi, op het toernooi van Seoel, samen met de Spaanse Sara Sorribes Tormo. Haar beste resultaat op de WTA-toernooien is het bereiken van de halve finale, op het toernooi van Bol in 2017, samen met de Spaanse Sara Sorribes Tormo.

### Tennis in teamverband
In de periode 2012–2019 maakte Sakkari deel uit van het Griekse Fed Cup-team – zij behaalde daar een winst/verlies-balans van 12–19.

## Posities op deWTA-ranglijst
Positie per einde seizoen:
| jaar | rang enkelspel | rang dubbelspel |
| ---- | -------------- | --------------- |
| 2011 | 702            | –               |
| 2012 | 627            | –               |
| 2013 | 610            | 863             |
| 2014 | 301            | 492             |
| 2015 | 188            | 504             |
| 2016 | 89             | 370             |
| 2017 | 52             | 609             |
| 2018 | 41             | 909             |
| 2019 | 23             | 176             |
| 2020 | 22             | 194             |
| 2021 | 6              | 1069            |
| 2022 | 6              | 497             |
| 2023 | 9              | 1544            |

## Palmares
| Legenda                 |
| ----------------------- |
| Grandslamtoernooi       |
| Olympische Spelen       |
| Year-End Championships  |
| Premier Mandatory       |
| Premier Five / WTA 1000 |
| Premier / WTA 500       |
| International / WTA 250 |
| Challenger / WTA 125    |

### WTA-finaleplaatsen enkelspel
| nr.              | finale     | toernooi            | ondergrond    | tegenstandster     | score         |         |
| ---------------- | ---------- | ------------------- | ------------- | ------------------ | ------------- | ------- |
| gewonnen finales |            |                     |               |                    |               |         |
| 1.               | 2019-05-04 | WTA Rabat           | gravel        | Johanna Konta      | 2-6, 6-4, 6-1 | details |
| 2.               | 2023-09-23 | WTA Guadalajara     | hardcourt     | Caroline Dolehide  | 7-5, 6-3      | details |
| verloren finales |            |                     |               |                    |               |         |
| 1.               | 2018-08-05 | WTA San José        | hardcourt     | Mihaela Buzărnescu | 1-6, 0-6      | details |
| 2.               | 2021-09-26 | WTA Ostrava         | hardcourt (i) | Anett Kontaveit    | 2-6, 5-7      | details |
| 3.               | 2022-02-13 | WTA Sint-Petersburg | hardcourt (i) | Anett Kontaveit    | 7-5, 6-7, 5-7 | details |
| 4.               | 2022-03-20 | WTA Indian Wells    | hardcourt     | Iga Świątek        | 4-6, 1-6      | details |
| 5.               | 2022-10-01 | WTA Parma           | gravel        | Mayar Sherif       | 5-7, 3-6      | details |
| 6.               | 2022-10-23 | WTA Guadalajara     | hardcourt     | Jessica Pegula     | 2-6, 3-6      | details |
| 7.               | 2023-08-06 | WTA Washington      | hardcourt     | Cori Gauff         | 2-6, 3-6      | details |
| 8.               | 2024-03-17 | WTA Indian Wells    | hardcourt     | Iga Świątek        | 4-6, 0-6      | details |

## Resultaten grote toernooien
| Legenda | Legenda                          |
| ------- | -------------------------------- |
| g.t.    | geen toernooi gehouden           |
| l.c.    | lagere categorie                 |
| –       | niet deelgenomen                 |
| G       | uitgeschakeld in de groepsfase   |
| 1R      | uitgeschakeld in de eerste ronde |
| 2R      | uitgeschakeld in de tweede ronde |
| 3R      | uitgeschakeld in de derde ronde  |
| 4R      | uitgeschakeld in de vierde ronde |
| KF      | uitgeschakeld in de kwartfinale  |
| HF      | uitgeschakeld in de halve finale |
| F       | de finale verloren               |
| W       | het toernooi gewonnen            |
| w-v     | winst/verlies-balans             |

### Enkelspel
| toernooi            | 2015 | 2016 | 2017 | 2018 | 2019 | 2020 | 2021 | 2022 | 2023 | 2024 |
| ------------------- | ---- | ---- | ---- | ---- | ---- | ---- | ---- | ---- | ---- | ---- |
| grandslamtoernooien |      |      |      |      |      |      |      |      |      |      |
| Australian Open     | –    | 2R   | 3R   | 1R   | 3R   | 4R   | 1R   | 4R   | 3R   | 2R   |
| Roland Garros       | –    | –    | 1R   | 3R   | 2R   | 3R   | HF   | 2R   | 1R   |      |
| Wimbledon           | –    | 2R   | 3R   | 1R   | 3R   | g.t. | 2R   | 3R   | 1R   |      |
| US Open             | 1R   | 1R   | 3R   | 2R   | 3R   | 4R   | HF   | 2R   | 1R   |      |
| WTA 1000            |      |      |      |      |      |      |      |      |      |      |
| Indian Wells        | –    | –    | –    | 4R   | 1R   | g.t. | 2R   | F    | HF   | F    |
| Miami               | –    | 1R   | –    | 3R   | 2R   | g.t. | HF   | 2R   | 2R   |      |
| Madrid              | –    | –    | –    | 1R   | 1R   | g.t. | 3R   | 2R   | HF   |      |
| Dubai/Doha          | –    | –    | 2R   | 1R   | –    | 3R   | 1R   | HF   | 2R   |      |
| Rome                | –    | –    | –    | 3R   | HF   | –    | 2R   | KF   | 3R   |      |
| Montréal/Toronto    | –    | –    | –    | 1R   | 1R   | g.t. | 3R   | 3R   | 2R   |      |
| Cincinnati          | –    | –    | –    | 2R   | KF   | KF   | 1R   | 2R   | 3R   |      |
| Guadalajara         | –    | –    | –    | –    | –    | –    | –    | F    | W    |      |

### Vrouwendubbelspel
| toernooi        | 2018 | 2019 | 2020 |
| --------------- | ---- | ---- | ---- |
| Australian Open | –    | 1R   | 1R   |
| Roland Garros   | 1R   | –    | –    |
| Wimbledon       | 1R   | 2R   | g.t. |
| US Open         | –    | 2R   | –    |